# 文福德·李·路易斯
文福德·李·路易斯(1878年5月29日—1943年1月20日)美国化学家，曾经是美国军人。1918年受军方之命研究化学武器和毒气的文福德·李·路易斯（Winford Lee Lewis）发现了纽兰德的博士论文《乙炔的一些化学反应》，将该化合物用于制造毒气，即路易斯毒气。

## 外部連結
- example.com （页面存档备份，存于）